# Mügeln (Jessen)
Mügeln ist ein Stadtteil von Jessen (Elster) im Landkreis Wittenberg, Sachsen-Anhalt, Deutschland.
Zum Gebiet Mügeln gehört fast die gesamte Glücksburger Heide.

## Geschichte
Das erste Mal wurde Mügeln 1431 als „Mogele“ urkundlich erwähnt. Mügeln gehörte zur Herrschaft Seyda. Ab 1366 stand dieses Gebiet unter sächsischer Lehnshoheit. 1501 kaufte Friedrich der Weise die gesamte Herrschaft Seyda. 1576 bis 1580 wurde das Jagdschloss Glücksburg vom Kurfürst August I. von Sachsen errichtet und 1719 kam die kurfürstliche Genehmigung zu Bau einer Windmühle.
1816 trat das Königreich Sachsen seine nördlichen Teile an Preußen ab und Mügeln gehörte zum neu gebildeten Landkreis Schweinitz im Regierungsbezirk Merseburg, der preußischen Provinz Sachsen. 1844 kam es zur Eröffnung einer Stellmacherei und 1878 zur Eröffnung einer zweiten Gastwirtschaft. 1900 kamen eine Bäckerei sowie ein Schuhmacherbetrieb hinzu und 1910 wurde eine Fleischerei eröffnet. 1920 wurde Mügeln  an das elektrische Stromnetz angeschlossen.
Nach der Verwaltungsreform von 1952 gehörte Mügeln zum Kreis Jessen im Bezirk Cottbus. Am 1. Mai 1974 wurde Glücksburg nach Mügeln eingemeindet, und am 1. Januar 1993 wurde Mügeln nach Jessen eingemeindet. Das Dorf hat die PLZ 06928 und eine Gemarkungsfläche von 4387 Hektar.
2013 wurde Mügeln Ortsteil der Stadt Jessen und trägt nun auch die PLZ 06917.

## Sehenswürdigkeiten
→ siehe auch: Liste der Kulturdenkmale in Mügeln
Die Kirche des Ortes ist ein einschiffiger Feldsteinbau und besitzt einen neogotischen Westturm.

## Persönlichkeiten
- Axel Crewell (1896–1945), Politiker (NSDAP)